# Co-trimoxazol
Co-trimoxazol is een antibioticum. Het is een mengsel van trimethoprim en sulfamethoxazol in een verhouding van 1:5. Het werkt bactericide door verhindering van de bacteriële synthese van tetrahydrofoliumzuur door het micro-organisme.
Het werkingsspectrum omvat de meeste gram-positieve en gram-negatieve bacteriën, alsook Chlamydia trachomatis en Pneumocystis jiroveci. Co-trimoxazol is niet werkzaam tegen anaerobe bacteriën, Pseudomonas aeruginosa, Mycoplasma, Mycobacterium tuberculosis, Treponema pallidum en sommige stammen van Streptococcus faecalis.

## Bijwerkingen
- Huidproblemen
- Misselijkheid
- Braken
- Diarree
- Co-trimoxazol kan bij langdurig gebruik een verslechtering van het gehoor veroorzaken. In sommige gevallen herstelt het gehoor niet of nauwelijks na het staken van het gebruik.[1]